# Chestermere-Rocky View
Circonscription électorale provinciale du Canada
Chestermere-Rocky View est une circonscription électorale provinciale de l'Alberta (Canada), située au nord, est et ouest de Calgary. Son député actuel est Leela Aheer du Parti Wildrose.

## Liste des députés
| Années | Années         | Député           | Parti politique           |
| ------ | -------------- | ---------------- | ------------------------- |
|        | 2012 - 2014    | Bruce McAllister | Wildrose                  |
|        | 2014 - 2015    | Bruce McAllister | Progressiste-Conservateur |
|        | 2015 - présent | Leela Aheer      | Wildrose                  |